# アラン・プライス
アラン・プライス（Alan Price、1942年4月19日 - ）は、イングランドのミュージシャン。ジ・アニマルズのキーボード・プレイヤーとして知られ、VOXオルガンを駆使した「朝日のあたる家」の演奏などが有名。

## 略歴
1942年、イングランドのダラム州ファットフィールド（Fatfield）出身。幼少時からピアノを習っていた。
1955年、スキッフルに傾倒してギターを始め、幾つかのバンドに参加した後、ベーシストに転向。知人だったエリック・バードンとともにザ・パガンスを結成したが、健康上の理由から脱退して療養。次にコントゥアーズに加入し、チャス・チャンドラーと知り合う。
1958年、コントゥアーズ解散。プライスはチャンドラーとアラン・プライス・コンボを結成。
1962年、バードンがアラン・プライス・コンボに参加。1963年、バンド名をジ・アニマルズとして再スタート。1964年、「朝日のあたる家」がヒット。全米ツアーを行なった。
1965年、ジ・アニマルズを脱退し、翌年、アラン・プライス・セットを結成。デビュー曲の「恋のとりこに (I Put a Spell on You)」がヒットしたが、1968年に解散した。
1973年、映画『オー、ラッキーマン! (O Lucky Man!)』のサウンドトラックを担当、1974年にはソロ・アルバム『ビトウィーン・トゥデイ・アンド・イエスタディ (Between Today and Yesterday)』を発表した。

## ディスコグラフィ

### リーダー・アルバム
- 『プライス・トゥ・プレイ』 - The Price to Play (1966年、Decca) ※アラン・プライス・セット名義
- 『プライス・オン・ヒズ・ヘッド』 - A Price on His Head (1967年、Decca) ※アラン・プライス・セット名義
- 『フェイム・アンド・プライス / トゥゲザー』 - Fame & Price / Price & Fame / Together (1971年、CBS) ※with ジョージィ・フェイム
- 『ビトウィーン・トゥデイ・アンド・イエスタディ』 - Between Today and Yesterday (1974年、Warner Bros.) ※旧邦題『人生は長い物語』
- 『メトロポリタン・マン』 - Metropolitan Man (1975年、Polydor)
- 『アクロス・ザ・ストリート』 - Shouts Across the Street (1976年、Polydor)
- Two of a Kind (1977年、Vertigo) ※with Rob Hoeke
- Alan Price (1977年、Jet)
- England My England (1978年、Jet) ※北米では『Lucky Day』としてリリース
- 『朝日のあたる家』 - Rising Sun (1980年、Jet)
- Geordie Roots & Branches (1982年、MWM)
- Travellin' Man (1986年、Trojan)
- Liberty (1989年、Ariola)
- Covers (1994年、A P) ※with the Electric Blues Company
- A Gigster's Life for Me (1996年、Indigo Recordings) ※with the Electric Blues Company
- Based on a True Story (2002年、A P)
- 『サヴァロイ・ディップ』 - Savaloy Dip (2016年、Reprise) ※1974年録音

### ライブ・アルバム
- 『パフォーミング・プライス』 - Performing Price (1975年、Polydor)
- A Rock 'n' Roll Night at the Royal Court Theatre (1982年、Key)
- Live in Concert (1993年、Merlin)

### サウンドトラック・アルバム
- 『オー、ラッキーマン!』 - O Lucky Man! (1973年、Warner Bros.)
- Andy Capp (1980年、Key) ※with トレヴァー・ピーコック
- The Whales of August (1987年、Varèse Sarabande) ※映画『八月の鯨』サントラ